# Laurens Reael

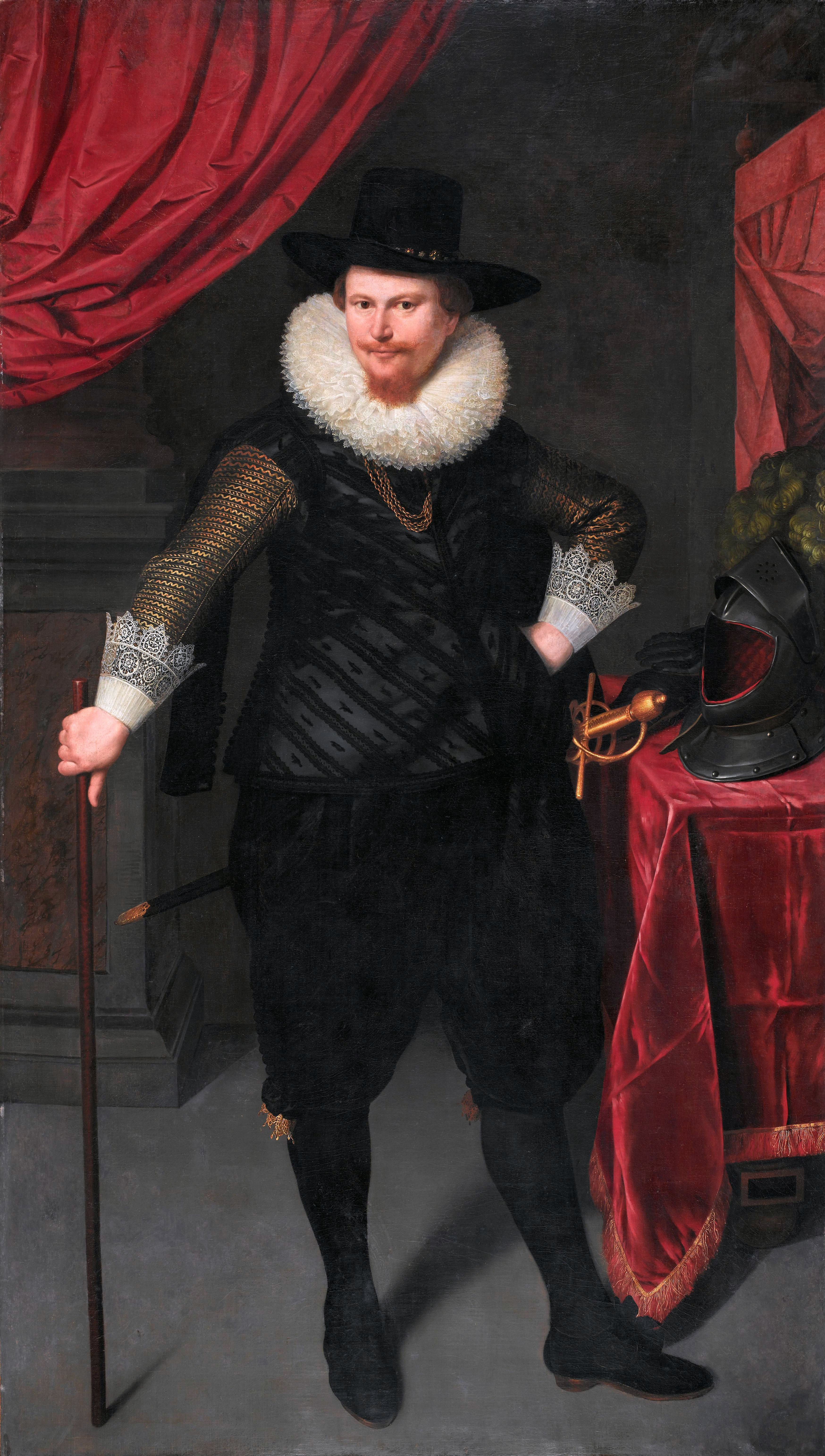
Bildnis des Laurens Reael um 1620 von Cornelis van der Voort

Doktor Laurens Reael (* 22. Oktober 1583 in Amsterdam; † 10. Oktober 1637 ebenda) war einer der ersten Generalgouverneure der Niederländischen Ostindien-Kompanie und ein niederländischer Schriftsteller, Politiker, Jurist, Gelehrter, Admiral. Er gilt als erster bedeutender Kritiker der niederländischen Expansion in Asien.

## Leben
In seiner Jugend konnte sich Laurens Reael vor allem in modernen Sprachen sowie in der Mathematik auszeichnen. Er studierte Recht in Leiden. Sein Vater, ein angesehener Kaufmann und führender Reformierter, spielte eine bedeutende Rolle in den religiösen Konflikten seiner Zeit.
Reael erwarb sich eine umfassende Bildung und schloss sich einem Kreis aufstrebender literarischer und künstlerischer Kräfte an, der den Geist des Humanismus pflegte und eine niederländische Spätrenaissance initiierte. Seine Gedichte, von denen einige in Sammlungen des Kreises veröffentlicht wurden, zeigen Einflüsse von zeitgenössischen Dichtern wie Hooft. Neben seiner literarischen Tätigkeit beschäftigte sich Reael auch mit lateinischer Dichtung und später mit den Naturwissenschaften, insbesondere mit dem Magnetismus.
Im Mai 1611 trat Reael erstmals öffentlich in Erscheinung, als er von der Ostindischen Compagnie (VOC) mit der Leitung einer Flotte nach Indien betraut wurde. 1616 wurde er vom Vorstand dieser Handelsgesellschaft zum Generalgouverneur ernannt, zum führenden Manager in Südostasien. In dieser Funktion setzte er sich für eine Politik des Freihandels ein und ermahnte die Beschäftigten der VOC immer wieder zum friedlichen Umgang mit den Einheimischen. 1618 ernannte der Vorstand der VOC jedoch Reaels Stellvertreter Jan Pieterszoon Coen zu dessen Nachfolger. Dieser stand für eine aggressive Monopolpolitik, die er in den folgenden Jahren mit brutaler Gewalt durchsetzte. Nach seiner Rückkehr nach Holland erhielt Reael erst nach dem Tod von Prinz Moritz von Oranien wieder eine bedeutende Position. Er wurde zum Viceadmiral ernannt und spielte eine Rolle in den Angelegenheiten der Ostindischen Compagnie. Später wurde er von den Generalstaaten mit einer geheimen Mission nach Dänemark betraut, um dort eine enge Verbindung im Interesse des Handels zu fördern.
1627 wurde Reael von der niederländischen Regierung in politischer Mission zum dänischen König Christian IV. nach Kopenhagen entsandt, der im Dreißigjährigen Krieg eine schwere Niederlage gegen Kaiser Ferdinand II. erlitten hatte. Christian IV. wurde von den Niederlanden wesentlich mitfinanziert. Auf der Reise erlitt Reael jedoch Schiffbruch, wurde vom kaiserlichen Feldherrn Albrecht von Wallenstein aufgegriffen und als Geisel nach Wien überstellt. Erst nach zwei Jahren wurde er freigelassen, durch den Lübecker Frieden- möglicherweise auf Vermittlung katholischer Kaufleute in Amsterdam.
Reael war hochgebildet und stand in Kontakt mit vielen Gelehrten, so mit Galileo Galilei. Außerdem war er Mitglied des Muider-Kreises, einer Gruppe von niederländischen Dichtern und Intellektuellen wie Pieter Corneliszoon Hooft und Joost van den Vondel.
1637 starben kurz hintereinander seine beiden kleinen Söhne. Bald danach starb auch er, einem zeitgenössischen Bericht zufolge an „profunder Melancholie“. Einem anderen Bericht nach, starb er jedoch an der Pest.
Seine Persönlichkeit und sein Beitrag zur Kultur und Politik seiner Zeit sind bemerkenswert, obwohl ihm bisher keine ausführliche Biographie gewidmet wurde.